# Радмила Шишковић
Радмила Рада Шишковић (Велико Орашје, код Велике Плане, 6. септембар 1923 — Фоча, 3. мај 1943) била је учесница Народноослободилачке борбе и народни херој Југославије.

## Биографија
Рођена је 6. септембра 1923. године у селу Великом Орашју, код Велике Плане. Године 1926. њени родитељи су се преселили у Смедеревску Паланку, где је њен отац Иван радио као службеник. После завршене основне школе, коју је завршила с одличним успехом, уписала је гимназију у Смедеревској Паланци.
Године 1941. када је почео Други светски рат у Југославији, Радмила Шишковић је имала седамнаест година и била ученица шестог разреда гимназије. Још раније, преко свог старијег брата и школских другова, упознала се са револуционарним омладинским покретом. Првих месеци рата постала је члан Савеза комунистичке омладине Југославије. Учествовала је у многим скојевским акцијама у Смедеревској Паланци и околини и преносила поруке Брани Јевтићу, који је био члан Месног комитета СКОЈ-а. Активно је учествовала и у припремама за оружани устанак – сакупљала је санитетски материјал и другу опрему, писала и лепила пароле по граду и др.
У току јула 1941. године радила је као позадински илегални радник на снабдевању прве организоване партизанске јединице у Доњој Јасеници Азањске партизанске чете, а уједно је била и курир. У августу је боравила у Рачи Крагујевачкој и ступила је у везу са Другим шумадијским партизанским одредом. По повратку у Смедеревску Паланку сазнала је да је траже жандарми. То, као и стрељање 16 партизана-комуниста од стране Немаца 20. јула 1941. године у околини Смедеревске Паланке, пресудило је да Радмила донесе одлуку о напуштању града и оде у партизане. Иако су њени родитељи били противни њеном одласку у партизане јер је била исувише млада, она је крајем августа напустила град.
По доласку у партизане ступила је у Паланачку партизанску чету Другог шумадијског одреда. Руководство чете је, због њене младости, покушало да утиче на њу да се врати у град, али је она то одбијала. У почетку је радила у техничком одељењу Одреда, али је стално инсистирала да јој дозволе да учествује у борби као борац. Половином септембра 1941. године извршена је реорганизација Паланачке партизанске чете и Радмила је постала борац – пушкомитраљезац и бомбаш. Била је била прва жена-борац Паланачке чете и једна од првих жена-бораца у Другом шумадијском партизанском одреду.
Као борац учествовала је у многим борбама и акцијама Паланачке партизанске чете. У борби против Немаца код Азање 23. септембра 1941. године, познатој као „Азањска битка“, њена чета је прихватила фронталну борбу против око 450 немачких војника. Радмила је у овој борби показала изузетну храброст и неустрашивост. Учествовала је с једном групом партизана у рушењу железничке пруге између села Глибовца и Кусатка, сечењу телефонских жица и прекопавању пута. Једне ноћи учествовала је у диверзији у Смедеревској Паланци, када је запаљен немачки магацин. Иако је била млада девојка, увек се међу првима добровољно јављала за учешће у акцијама. Посебно се истакла у борбама на Руднику, које су јединице Другог шумадијског одреда водиле против надмоћнијих немачких снага током Прве непријатељске офанзиве, у јесен 1941. године.
Децембра 1941. године, после немачке офанзиве, заједно са одредом прешла је у Санџак, а потом у источну Босну, где је 1. марта 1942. године њен одред укључен у састав новоформиране Друге пролетерске ударне бригаде. Током Друге непријатељске офанзиве, учествовала је у борбама на Борикама, код Рогатице, Власенице и др. Приче о њеној храбрости шириле су се међу борцима. Осим храбрости одликовале су је и присебност и сналажљивост у најтежим тренуцима борби. Била је због тога омиљена међу друговима који су је звали „Рада“. После напада на Купрес августа 1942. године, у којој се посебно истакла, Врховни командант НОВ и ПОЈ Јосип Броз Тито је 6. новембра 1942. године похвалио „партизанку Шишковић Раду, која даје пример својим друговима како треба тући непријатеља“. Убрзо потом примљена је у чланство Комунистичке партије Југославије и постављена за заменика политичког комесара чете.
Поред многих борби у којима је учествовала и у којима се истакла, посебно се истиче борба на Дрини 17. априла 1943. године, када је њен батаљон прелазио Дрину у близини Фоче. На другој страни реке налазиле су се јаке четничке снаге утврђене у бункерима. У току тешких борби многи Радини другови су изгинули на брду Плијешу, где су вођене најжешће борбе. Док се неким борцима чинило немогућим освајање брда, Рада је храбрила своје другове и прва је са бомбама кренула на непријатеља. За њом су кренули и остали борци. Она је у том јуришу била тешко рањена, али није дозволила да је изнесу са бојишта. Остала је да бодри своје другове који су, охрабрени њеним примером, прикупили последње снаге и освојили брдо Плијеш.
Од рана задобијених у борби на Дрини, Рада је преминула преминула 3. маја 1943. године у болници Друге пролетерске бригаде.
Указом Президијума Народне скупштине ФНР Југославије 20. децембра 1951. проглашена је за народног хероја.
Једна основна школа у Смедеревској Паланци носи њено име, а 1963. у дворишту школе јој је подигнут споменик.